# Desigualdad de Opial
La desigualdad de Opial es una desigualdad integral que involucra a una función y a su derivada. Fue descubierta en 1960 por Z. Opial.
| Si f(t) es una función con derivada continua en un intervalo [0,h] tal que - f(t)>0 en (0,h), - f(0) = 0 = f(h) entonces {\displaystyle \int _{0}^{h}\|f(t)f'(t)\|\,dt\leq {\frac {h}{4}}\int _{0}^{h}\|f'(t)\|^{2}\,dt} |

La desigualdad de Opial es una desigualdad fundamental porque sus generalizaciones y distintas versiones han sido de mucha utilidad en el campo de la teoría de las ecuaciones diferenciales.